# Perissery

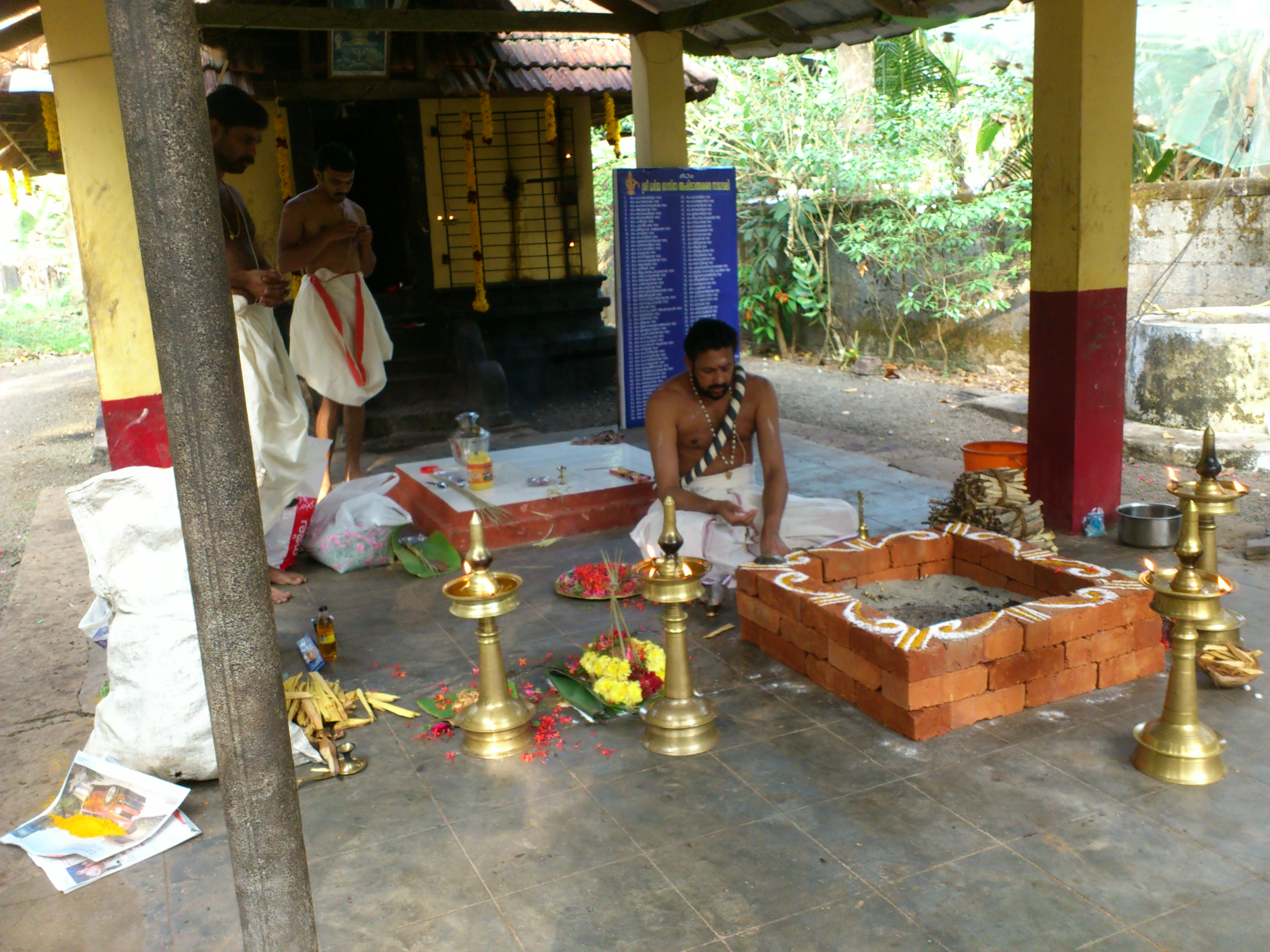
Pazhayar Sree Dharmasastha Temple

Perissery ist ein Dorf einen Kilometer westlich vom Bahnhof von Chengannur im Distrikt Alappuzha in Kerala (Indien).

## Bauwerke
Im Dorf stehen der Pazhayattil Devi Temple sowie die Pilgerstätten Sree Narayanapuram Thrikkayil Kshetra, Pazhayar Sree Dharma Sastha Kshetra und Peroorkulangara Sree Subramanya Swami Kshetra.
Es gibt auch eine der heiligen Maria geweihte malankara-orthodox-syrische Kirche (Palliyil Family Church). Das Grab des Geevarghese Kathannar befindet sich links vom Altar dieser Kirche. Die Kirche soll sehr alt sein.
Pandavan Para, eine Höhle, wo die Pandavas im Mahabharata-Epos gelebt haben sollen, ist ganz in der Nähe dieses Dorfes.
Es gibt eine höhere Schule und eine High School in diesem Dorf.

### Sree Narayanapuram Thrikkayil Temple
In der Pilgerstätte Sree Narayanapuram Thrikkayil steht einer der ältesten Tempel in Perissery. Die hier ausgestellte göttliche Statue zeigt Krishna in der die Welt bezaubernden Form, während er mit vier glänzenden Armen die Muschel, den Diskus die Keule und den Lotus trägt. Eine weitere Statue ist mit der göttlichen Thulasi-Girlande und Perlenketten geschmückt und stellt die majestätische Form von Vishnu dar, während sie sich Vasudeva und Devaki zum Zeitpunkt der Krishnavatharam offenbart.

### Pazhayar Sree Dharmasastha Temple
In der Pilgerstätte Pazhayar Sree Dharmasastha steht ein sehr alter Tempel. Die dortige Statue stellt Ayyappan dar, ein Symbol religiöser Einheit und gesellschaftlicher Harmonie. Lord Ayyappan ist auch als Dharmasastha, Hariharasuthan, Manikantan, Saasthan, Sastha und Ayyanar bekannt. Er wird an vielen Orten Indiens verehrt: In Kulathupuzha (Kerala) wird er als Kind angebetet, in Achenkovil zusammen mit seinen Begleitern, Pushkala and Poorna sowie in Sabarimala als Asket, der in der Einsamkeit für die gesamte Menschheit meditiert. Das Wort Ayyappan leitet sich von zwei Worten ab: Ayya (d. h. Vishnu) and Appan (d. h. Shiva).